# Utili per azione
Gli utili per azione (earnings per share o EPS) sono gli utili che un'azienda ha generato parametrati al numero di azioni emesse dall'azienda stessa.
La formula di calcolo per gli EPS non include i dividendi privilegiati. La formula elementare per il calcolo delle EPS  è la seguente:

{\displaystyle {\mbox{Utili per azione}}={\frac {\mbox{Utile netto - Dividendi delle azioni privilegiate}}{\mbox{Numero medio azioni emesse in circolazione}}}}

La formula degli EPS corretta per eventuali dividendi corrisposti ad azioni privilegiate risulta essere rettificata come segue: .

{\displaystyle {\mbox{Utili per azione}}={\frac {\mbox{Utile netto-Dividendi privilegiati}}{\mbox{Numero medio azioni emesse in circolazione}}}}
è inoltre fondamentale ricordare che per risalire all'EPS si può utilizzare la formula: 

{\displaystyle {\mbox{Utile per azione al tempo 2}}={\frac {\mbox{Dividendo al tempo 2}}{\mbox{Tasso di distribuzione utili}}}}
dove:

{\displaystyle {\mbox{Tasso di distribuzione utili}}={\frac {\mbox{Dividendo al tempo 1}}{\mbox{Utile per azione al tempo 1}}}}

## Numeratore: Utili
Gli analisti finanziari utilizzano sia gli utili netti annuali (da bilancio annuale) sia i dati trimestrali che i dati annualizzati sulla base di ciascun trimestre (in questo caso si parla di Trailing Twelve Months o TTM), in alcuni casi gli analisti usano anche le stime di redditività attese per periodo futuri, e in questo caso si parla di utili attesi (Expected Income)

## Denominatore: numero azioni
Il numero di azioni impiegato nel calcolo nel caso in cui ci siano variazioni durante il periodo di riferimento (per esempio un aumento di capitale che incrementa il numero di titoli sul mercato) è ottenuto dalla ponderazione del numero di titoli di riferimento nei singoli sottoperiodi: se le azioni a inizio anno sono 100.000 e a giugno diventano 180.000, il numero considerato sarà di 100000*6/12+180000*6/12=140000 azioni.
Il numero di azioni usate nei calcoli può essere basato sia sul numero spot di azioni effettivamente emesse, sia sul numero di azioni teoricamente in circolazione a fronte di stock option, warrant ecc. ossia dei titoli convertibili potenzialmente in azioni ordinarie. In questo ultimo caso si parla di "utili diluiti", (in inglese Fully Diluted Shares ed EPS). Rimane aperta la questione delle azioni proprie detenute da una società. In tale caso non esiste una regola consolidata, ma generalmente vengono considerate come vendute ed eventuali profitti aggiunti all'utile netto, detratte le tasse rilevanti. 
Le società indicano nei loro bilanci di fine anno il numero di azioni emesse e esistenti sul mercato, indicando anche il numero di azioni proprie possedute e il numero di azioni emesse durante l'anno. In funzione della tipologia di azioni utilizzate si parla di Trailing EPS se calcolate sul numero storico, EPS correnti se calcolate sul numero medio ponderato e Forward EPS nel caso di calcolo basato su proiezioni a fine anno.
| Controllo di autorità | GND (DE) 4402984-6 |